# Terra Roxa (São Paulo)
Terra Roxa é um município brasileiro do estado de São Paulo. Localiza-se a uma latitude 20º47'20" sul e a uma longitude 48º19'47" oeste, estando a uma altitude de 494 metros. Sua população de acordo com o Censo 2010 (IBGE) era de 8.505 habitantes. 

## Historia
No início do ano de 1918, a Companhia Agrícola Pastoril do Banharão, composta de diversos sócios e que foi constituída para o desbravamento desta região, após completar o seu trabalho, foi dissolvida. As terras foram divididas e entregues aos componentes da extinta companhia. A parte que passou a pertencer aos Senhores Prudente Rosa Corrêa e Dr. Mário Rollin Telles, co-proprietário e gerente da Fazenda Santa Carolina, loteou uma área de terras, próxima a sede da referida fazenda, para fundação de uma vila, em 1918.
Em setembro de 1918, a antiga Companhia Ferroviária São Paulo - Goiás inaugurou um trecho de bitola estreita, entre Viradouro e a nova vila, com trens de passageiros e mistos, dando a estação local o nome de Terra Roxa, nome este originário da cor da terra, que é roxa. Esse nome estendeu-se a vila. Ficou, assim a nova povoação ligada a capital do Estado, por estrada de ferro. Em 10 de janeiro de 1927, esse trecho de estrada de ferro foi tranferido para a Companhia Paulista de Estradas de Ferro, passando a ser um ramal entre Ibitiúva e Terra Roxa
No mesmo ano de 1918, foram construídos os primeiros prédios comerciais e residenciais, sendo o Armazém Floresta a primeira casa comercial instalada na vila. Logo depois, novos estabelecimentos comerciais surgiram: a Casa Minto e a Farmácia do Senhor José Dincau. Tal foi o desenvolvimento que, em 20 de setembro de 1920, foi instalada a Agência Postal do Correio e Telégrafos. Em 26 de dezembro de 1925, pela Leis nº 2.099, foi criado o distrito de paz de Terra Roxa, incorporado ao município de Viradouro. Nos debates havidos na Câmara Estadual de São Paulo, para a criação do distrito, o mesmo deveria denominar-se IBIACY, mas prevaleceu o nome de TERRA ROXA, nome dado, em 1918, a estação ferroviária. Com a criação do distrito de paz, foi instalado, em 31 de março de 1926, o Cartório de Paz e o Registro Civil. Para primeiro Juiz de Paz, foi nomeado o Senhor Adelino Ramos da Silva.
Em 30 de janeiro de 1926, foi criado o Distrito Policial de Terra Roxa, ficando como subdelegado o Senhor João Esteves Diogo, que desde 1924, ocupava este cargo. Com a divisão das terras pertencentes à extinta Companhia Agrícola Pastoril do Banharão, formaram-se as primeiras propriedades agrícolas, denominadas: Fazenda Santa Carolina - de Prudente Rosa Corrêa e Dr. Mário Rollin Telles; Fazenda Floresta - do Coronel Joaquim Prudente Corrêa; Fazenda Amoras ( atual itaporan ) - do Coronel Walter da Silva Porto; Fazenda Califórnia - de Camilo Queiroz de Morais; Fazenda Santa Alice - do Dr Fabio Uchoa e a do Bairro Esperança - de Sebastião Ferreira de Camargo. Nessas propriedades agrícolas iniciou-se o plantio de café que, devido a uberdade do solo, tornou-se a principal fonte de riquesa de Terra Roxa. Em 24 de dezembro de 1948, na divisão territorial admistrativo-judiciária do Estado, pela Lei nº 233, o distrito de Terra Roxa foi elevado a município, graças aos trabalhos desenvolvidos pelos Senhores Dr. Oswaldo
Prudente Corrêa e Fábio Uchoa Ralston, que contam com a boa vontade e o prestígio do municipalista Dr. Antonio Sylvio da Cunha Bueno, então Deputado Estadual. A instalação do município de Terra Roxa deu-se no dia 26 de março de 1949. O município de Terra Roxa com território desmembrado de Viradouro, foi criado com sede na vila do mesmo nome, pertencente a Comarca de Pitangueiras, desde 1925 ( 98.a Zona Eleitoral ). Terra Roxa tem como excelsa padroeira Nossa Senhora Aparecida.

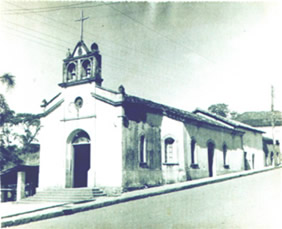
Igreja Matriz.

A paróquia foi reorganizada em primeiro de janeiro de 1933 e teve como primeiro Vigário o reverendíssimo Padre Antônio Martins. Em substituição ao Posto Policial de Terra Roxa, foi criado em 1951 e instalado em 1952, com um delegado e um escrivão de polícia de uma Delegacia de Polícia de 5º classe, pertencente a segunda divisão policial, região de Barretos. Em 7 de dezembro de 1952, contava o município com 1298 eleitores inscritos. Sua Câmara Municipal composta de 11 Vereadores. A denominação local dos habitantes é terra-roxense.

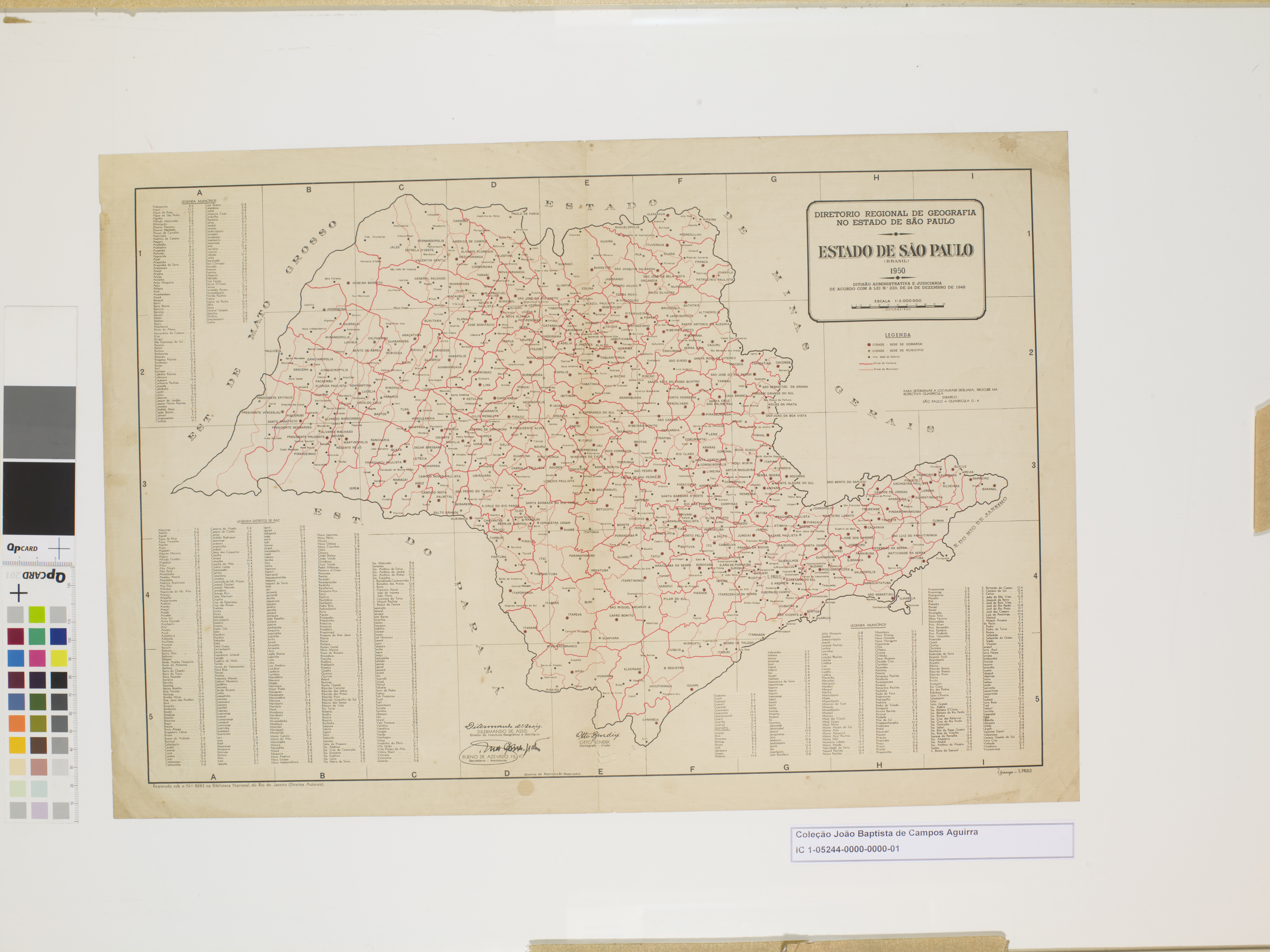
Estado de São Paulo (1948).

## Geografia
A cidade de Terra Roxa esta situada na região nordeste do Estado de São Paulo, e distante 405 km da capital de São Paulo, solo Latosolo roxo, a margem esquerda do Rio Pardo, para onde flui sua rede de drenagem hídrica.
Sua localização geográfica, através do Meridiano de Greenwich, dá-se em 20º 47´25,7´´ Latitude Sul e 48º 20´4,2" Longitude Oeste, e uma altura média 538m acima da linha marítima e dispondo de característica topográficas suavemente ondulado.
Geograficamente, Terra Roxa está inserido na Meso- região de Ribeirão Preto e na Micro- região de Jaboticabal. Entretanto, político-administrativamente, pertence e se reporta a região de Barretos, a 13ª DIR.
As precipitações pluviométricas ocorrem em uma média de 1.396,6 mm/ ano.
Possui uma área de 219,894 km²

### Hidrografia
- Rio Pardo
- Ribeirão das Palmeiras
- Ribeirão do Banharão

### Rodovias
- SP-353

## Demografia

### População
| Crescimento populacional                             | Crescimento populacional | Crescimento populacional | Crescimento populacional |
| Ano                                                  | População Total          |                          | %±                       |
| ---------------------------------------------------- | ------------------------ | ------------------------ | ------------------------ |
| 1950                                                 | 7 403                    |                          | —                        |
| 1958                                                 | 7 249                    |                          | −2,1%                    |
| 1960                                                 | 7 842                    |                          | 8,2%                     |
| 1970                                                 | 5 818                    |                          | −25,8%                   |
| 1980                                                 | 5 767                    |                          | −0,9%                    |
| 1991                                                 | 6 635                    |                          | 15,1%                    |
| 2000                                                 | 7 752                    |                          | 16,8%                    |
| 2010                                                 | 8 505                    |                          | 9,7%                     |
| 2022                                                 | 7 904                    |                          | −7,1%                    |
| Est. 2024                                            | 7 985                    | [ 5 ]                    | 1,0%                     |
| Fontes: Censos Demográficos IBGE e Estimativas SEADE |                          |                          |                          |

## Infraestrutura

### Comunicações
O sistema de telefones automáticos foi inaugurado na cidade em 1976 pela Telecomunicações de São Paulo (TELESP), que também implantou o sistema de discagem direta à distância (DDD) em 1985 com o código de área (0173). Anteriormente a cidade era atendida pela Companhia Telefônica Brasileira (CTB).
Na década de 90 o código DDD da cidade foi alterado para (017), para padronização do sistema telefônico com a telefonia celular que estava sendo implantada em todo o estado.
Na telefonia celular a cidade possui cobertura das operadoras TIM, Claro e VIVO.

## Pessoas ilustres
Teve como habitante notório Santo Dias, operário morto durante a ditadura militar.

## Religião
O Cristianismo se faz presente na cidade da seguinte forma:

### Igreja Católica
- A igreja faz parte da Diocese de Jaboticabal.[13]

### Igrejas Evangélicas
- Assembleia de Deus Ministério do Belém.[14][15]
- Congregação Cristã no Brasil.[16]